# Franco Fabbro
Franco Fabbro (Pozzuolo del Friuli, 8 dicembre 1956) è un medico e neurologo italiano.
Attualmente è professore ordinario di psicologia clinica presso l'Università di Udine. È autore di alcune centinaia di lavori scientifici su riviste italiane ed internazionali, oltre che di una ventina di libri a carattere scientifico.

## Biografia
Nel 1975 ha ottenuto il diploma di perito industriale aeronautico presso l'Istituto Tecnico Industriale Statale "A. Malignani" di Udine. Nel 1982 ha ottenuto la laurea in medicina e chirurgia presso l'Università di Padova e, nel 1986, si è specializzato in neurologia all'Università di Verona. In seguito ha avuto una formazione filosofica, studiando in particolare il pensiero di Martin Heidegger, una formazione in esegesi biblica (con Rinaldo Fabris) e una formazione in ambito neurofisiologico, neurolinguistico e in neuropsicologico (con Antonio Bava, Michel Paradis e Giovanni Berlucchi).
Dal 1986 al 1991, è stato borsista e assistente medico presso la Divisione di Neuropsichiatria infantile dell'Istituto per l'Infanzia “Burlo Garofalo” di Trieste. Dal 1991 al 1998, è stato ricercatore di fisiologia umana presso la Facoltà di Medicina e Chirurgia dell'Università di Trieste. Nel 1999 si è trasferito presso l'Università di Udine. Dal 2001 al 2006, è stato professore ordinario di fisiologia. Dal 2006 al 2018 è stato professore ordinario di neuropsichiatria infantile. Dal 2018, è professore ordinario di psicologia clinica presso l'Università di Udine.
La sua attività di ricerca riguarda principalmente la neurolinguistica del bilinguismo, la neuropsicologia della religione e della meditazione, la neuropsicologia della letteratura, le neuroscienze della memoria e della coscienza, le neuroscienze, la filosofia della conoscenza.
I frutti delle sue ricerche hanno rappresentato un contributo sostanziale allo sviluppo di metodi di auto-miglioramento e crescita personale come la Dinamica Mentale. 

## Pubblicazioni principali

### Monografie
- Destra e sinistra nella Bibbia (Guaraldi, Rimini, 1995).
- Il cervello bilingue (Astrolabio, Roma, 1996).
- The neurolinguistics of bilingualism (The Psychology Press, Hove (USA), 1999).
- Neuropedagogia delle lingue (Astrolabio, Roma, 2004).
- Neuropsicologia dell'esperienza religiosa (Astrolabio, Roma, 2010).
- Manuale di neuropsichiatria infantile (Carocci, Roma, 2012).
- Enneagramma e personalità con M. D'Agostini (Astrolabio, Roma, 2012).
- Neuroscienze e spiritualità (Astrolabio, Roma, 2014).
- Le neuroscienze, dalla fisiologia alla clinica (Carocci, Roma, 2016).
- Le neuroscienze del bilinguismo (Astrolabio, Roma, 2018).
- Identità culturale e violenza (Bollati Boringhieri, Torino, 2018).
- La meditazione mindfulness (Il Mulino, Bologna, 2019).
- Che cos'è la psiche (Astrolabio, Roma, 2021).

### Articoli
- Aglioti S, Fabbro F. (1993) Paradoxical selective recovery in a bilingual aphasic following subcortical lesions. Neuroreport, 4: 1359-62.
- Fabbro F. (1994) Left and right in the Bible from a neuropsychological perspective. Brain and Cognition, 24:161-83.
- Esposito A, Demeurisse G, Alberti B, Fabbro F. (1999) Complete mutism after midbrain periaqueductal gray lesion. Neuroreport,10: 681-5.
- Fabbro F, Skrap M, Aglioti S. (2000) Pathological switching between languages after frontal lesions in a bilingual patient. Journal of Neurology, Neurosurgery, and Psychiatry, 68: 650-2.
- Urgesi C, Aglioti SM, Skrap M, Fabbro F. (2010) The spiritual brain: selective cortical lesions modulate human self-transcendence. Neuron, 65: 309-19.
- Fabbro F, Crescentini C. (2014) Facing the experience of pain: a neuropsychological perspective. Physics Life Reviews, 11: 540-52.
- Tomasino B, Chiesa A, Fabbro F. (2014) Disentangling the neural mechanisms involved in Hinduism- and Buddhism-related meditations. Brain and Cognition, 90: 32-40.
- Fabbro F., Fabbro A., Crescentini C. (2018) Contribution of neuropsychology to the study of ancient literature, Frontiers in Psychology, 2018 Jun 28;9:1092.